# Kabardino-Balkarija
Kabardino-Balkarija (uradno Kabardinsko-balkarska republika, rusko Кабарди́но-Балка́рия, Кабарди́но-Балка́рская Респу́блика, kabardinsko Къэбэрдей-Балъкъэр Республикэ, Keberdej-Balker Respublike, balkarsko Къабарты-Малкъар Республика, Kabarti-Malkar Respublika) je avtonomna republika Ruske federacije v Severnokavkaškem federalnem okrožju. Na severu meji na Stavropolski okraj, na jugu na republiko Severno Osetijo-Alanijo in Gruzijo, na zahodu pa na republiko Karačaj-Čerkezijo. Ustanovljena je bila 1. septembra 1921.